# Giovanni Pellielo
Giovanni Pellielo (Vercelli, 11 de janeiro de 1970) é um atirador olímpico italiano, medalhista olímpico.

## Carreira
Giovanni Pellielo representou a Itália nas Olimpíadas de 1992 a 2016, conquistou a medalha de prata três vezes, e um bronze na Fossa olímpica.